# 象花天牛属
象花天牛属（學名：Capnolymma）是鞘翅目天牛科之下的一個屬。舊屬花天牛亞科，今屬Dorcasominae亞科。

## 物種
以下為本屬物種：
- Capnolymma borneana Ohbayashi, 1994
- 棕象花天牛 Capnolymma brunnea Gressitt & Rondon, 1970[1]
- Capnolymma capreola Pascoe, 1866
- Capnolymma cingalensis Gahan, 1906
- Capnolymma ishiharai Ohbayashi, 1994
- Capnolymma laotica Gressitt & Rondon, 1970
- Capnolymma ohbayashii Holzschuh, 2006
- Capnolymma similis Gressitt & Rondon, 1970
- Capnolymma stygia Pascoe, 1858